# 本名文任
本名 文任（ほんな ふみのり、1891年（明治24年）8月29日 - 1968年（昭和43年）4月20日）は、日本の医学者、防衛官僚である。京城帝国大学教授、警察予備隊本部医務局長、防衛庁衛生監を歴任。「Ueber die Noma」で東京帝大医学博士、日本大腸肛門病学会会長。日本の膿胸手術における先駆者である。

## 経歴
福島県南会津郡大宮村（現・南会津町）出身。会津中学、一高を経て、東京帝国大学を卒業。医学部首席の井深健次は一高、大学とも同級生であった。東大第二外科局員、東京女子医専講師を経て台湾入りし、台湾総督府医院外科医長兼台北医学専門学校教授、日本大学専門部医学科教授を歴任。この間フランス留学を経験している。1939年（昭和14年）に京城帝国大学医学部教授となり、第二外科学教室を担当したほか、昭和16年度には整形外科学教室も担当している。戦後国立相模原病院院長に就任し、身体障害者更生指導所長を兼任。中央傷痍者保護対策委員会、身体障害者福祉法制定推進委員会の委員でもあった。1950年（昭和25年）11月に警察予備隊（現・自衛隊）へ入隊し、総隊衛生監、本部医務局長、防衛庁衛生監を歴任し、76歳で没した。会津会会員。

## 著書等
著作
- 『最近外科治療学』金原書店、1929年
- 『新外科学 上下』金原書店、1940年
- 『痔核』日本医書出版、1946年
- 『創傷伝染病』南江出版、1949年
- 『痔核の手術』日本医書出版、1951年
- 『病院設備』医学書院、1952年
- 『小手術のこつ』金原出版、1960年
- 『肛門外科の手術』金原出版、1968年

論文
- 本名文任、「患者に対する施設について」『医療』 1948年 3巻 3号 p.103-110, doi:10.11261/iryo1946.3.3_103
- 本名文任、「痔核及び脱肛の手術的療法」『日本直腸肛門病學會雑誌』 1954年 11巻 2号 p.401-404, doi:10.3862/jcoloproctology1940.11.401
- 本名文任、「大痔核の手術術式」『日本直腸肛門病學會雑誌』 1956年 13巻 1号 p.1-2, doi:10.3862/jcoloproctology1940.13.1